# Henrik Haubroe
Henrik Haubroe (16. april 1915 - 15. juli 2014) var en dansk speditør, fabrikant af sikkerhedsudstyr og eventyrer og  forfatter. 
Uddannet i starten af 1930'erne i C.F. Petersen & Søn i Køge med trælast, korn og foderstoffer.
Kom derefter i Den Kongelige Livgarde.
Tre års sprogstudier vekslende med spedition i virksomheder i Berlin og Hamborg, Cambridge, London og Liverpool.
Ved udbruddet af anden verdenskrig var Henrik Haubroe ansat i rederiet A.P. Møller i København. Blev udsendt via den transsibiriske jernbane over Dairen til Shanghai og Manila.
Løjtnant i China Commado Group i Singapore, Burma, Kina og Indien. I de sidste år af anden verdenskrig ansat i det dansk ejede firma Larsen & Toubro Ltd. i Bombay og Madras ind til hjemsendelse til julen 1945.
Stifter i 1946 firmaet ArSiMa – Arbejds Sikkerheds Materiel – i København.
Blev i 1949 gift med cand. jur. Kirsten Krarup.
Fra 1972 var Henrik Haubroe Industrirådets repræsentant i det senere EUs komite for standardisering af personligt sikkerhedsudstyr. Efterfølgende Bygningsfredningsforeningen, BYFOs repræsentant i The Union of European Historic Houses Associations, rapporteur til EU-Kommissionen.
Medstifter af Dansk Køre Selskab, Den kongelige Stalds Venner, medlem af DGH – Danske Godser og Herregårde, Eventyrernes Klub i København.
Debuterer i 2007 som forfatter af bogen, Mit eventyr som deltids herremand på Nørre Wosborg, Dyrehavens Forlag.